# آنخل گومز (بازیکن فوتبال، زاده ۲۰۰۱)
آنخل گومز (انگلیسی: Ángel Gómez؛ زادهٔ ۲۹ اوت ۲۰۰۱) بازیکن فوتبال است.